# Coalizione di Weimar

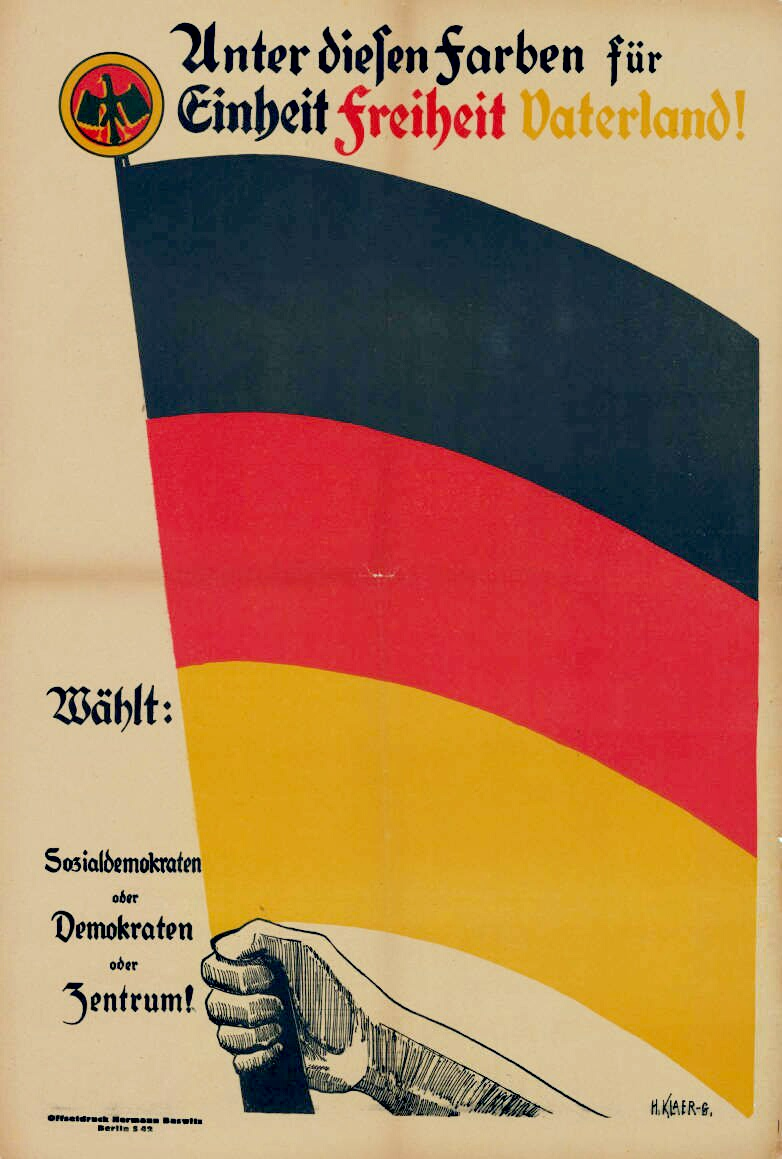
Manifesto elettorale della Coalizione di Weimar

Coalizione di Weimar (in tedesco: Weimarer Koalition) è il nome dato alla coalizione che governò la repubblica di Weimar dal 1919 al 1920 e di nuovo dal 1921 al 1922, la quale era formata da:

- Partito Socialdemocratico di Germania (SPD);
- Partito di Centro Tedesco (Zentrum);
- Partito Democratico Tedesco (DDP).

Questi tre partiti insieme avevano una grande maggioranza nell'Assemblea Costituente che si riunì a Weimar nel 1919, e sono stati i principali gruppi che hanno progettato la costituzione di Weimar. Questi tre partiti erano visti come i più impegnati nel nuovo sistema democratico, e insieme governarono la Germania fino alle elezioni del 1920, le prime sotto la nuova costituzione, in cui sia l'SPD ma, soprattutto, il DDP persero una parte considerevole dei loro voti. Anche se la coalizione fu rilanciata durante il governo di Joseph Wirth, gli elementi pro-democratici da questo punto in poi non ebbero più una vera maggioranza nel Reichstag e la situazione peggiorò gradualmente a causa del continuo indebolimento del DDP. Questo significava che qualsiasi gruppo pro-repubblicano che avesse voluto raggiungere la maggioranza in Parlamento avrebbe dovuto formare una "grande coalizione" con il Partito Popolare Tedesco (DVP).
Tuttavia, la coalizione rimase - almeno teoricamente - importante in quanto raggruppava i partiti più favorevoli al governo repubblicano, che hanno continuato ad agire da coalizzati nel governo della Prussia e di altri stati fino al 1932. Nel secondo turno delle elezioni presidenziali del 1925, tutti i partiti della coalizione sostennero la candidatura dell'ex cancelliere centrista Wilhelm Marx, che però fu sconfitto dal feldmaresciallo Paul von Hindenburg, sostenuto da una coalizione di centro-destra composta da DVP, Partito Popolare Nazionale Tedesco e Partito Popolare Bavarese.
Dopo la seconda guerra mondiale, la ricostituita SPD, i de facto successori del Partito di Centro (Unione Cristiano-Democratica e Unione Cristiano-Sociale) e l'erede del DDP, il Partito Liberale Democratico, costituirono la principale base politica del Bundestag della Germania Ovest.

## Seggi parlamentari della Coalizione di Weimar

### 1919-1920
| Assemblea Costituente (1919) | Assemblea Costituente (1919) | Assemblea Costituente (1919)          | Seggi     |
| ---------------------------- | ---------------------------- | ------------------------------------- | --------- |
|                              |                              | Partito Socialdemocratico di Germania | 165 / 423 |
|                              | Partito di Centro Tedesco    | 91 / 423                              |           |
|                              | Partito Democratico Tedesco  | 75 / 423                              |           |
| Totale                       | Totale                       | Totale                                | 331 / 423 |

### 1921-1922
| I legislatura (1920) | I legislatura (1920)        | I legislatura (1920)                  | Seggi     |
| -------------------- | --------------------------- | ------------------------------------- | --------- |
|                      |                             | Partito Socialdemocratico di Germania | 102 / 459 |
|                      | Partito di Centro Tedesco   | 64 / 459                              |           |
|                      | Partito Democratico Tedesco | 39 / 459                              |           |
| Totale               | Totale                      | Totale                                | 205 / 459 |